# Edward Calvin Kendall
Pour les articles homonymes, voir Kendall.
Edward Calvin Kendall (8 mars 1886 - 4 mai 1972) est un chimiste américain qui a partagé avec Tadeusz Reichstein et Philip Showalter Hench le prix Nobel de physiologie ou médecine de 1950.

## Biographie
En 1950, Tadeusz Reichstein, Philip Showalter Hench et lui sont lauréats du prix Nobel de physiologie ou médecine « pour leurs découvertes sur les hormones du cortex des glandes surrénales, leur structure et leurs effets biologiques ». Leur travail sur les hormones corticosurrénales a abouti à l'isolement de la cortisone. 